# 宮寶齋
宮寶齋（1906年12月2日—2000年4月25日），山東省牟平縣青山村人，宮寶田在台灣的主要傳人之一，擅長八卦掌。

## 生平
宮寶齋是宮寶田的遠房族弟，在輩份上要喊宮寶田堂兄，但是兩人年紀相差二十多歲，只比宮寶田的幼子宮霜大二歲。因為幼時多病，父母讓他跟著宮寶田練拳。三十歲時離開家鄉，在萊陽的聯合第八中學擔任教師，也曾經在報社擔任經理。後因戰亂，隨中華民國國軍撤退到台灣，在台北開設五金行為生。
宮寶齋在台灣並不以武技出名，相當低調，與劉雲樵以師兄弟相稱，兩人經常彼此討論八卦掌。剛到台灣時，宮寶齋曾經得過肺結核，因生活困苦，無錢就醫，於是回家休養，自行勤練八卦掌而治癒，但是肺的三分之二皆已鈣化。
弟子有何靜寒。

## 外部連結
- 何靜寒老師八卦拳教學網站 - 宮寶齋傳述的宮寶田
- 力與美 卷期:54 民83.10 拳外之音：宮寶齋「講談」八卦拳 - 天海龙行的博客（页面存档备份，存于）
- 師父懺情錄（中國時報 民國89年6月13日）- 武术万维网 轉載